# La locandiera
Pour les articles homonymes, voir La locandiera (homonymie).
 (février 2020).
Si vous disposez d'ouvrages ou d'articles de référence ou si vous connaissez des sites web de qualité traitant du thème abordé ici, merci de compléter l'article en donnant les références utiles à sa vérifiabilité et en les liant à la section « Notes et références ».
La locandiera, également connue sous le titre La Belle Aubergiste en français, est une pièce de théâtre du dramaturge italien Carlo Goldoni, écrite en décembre 1752. Elle fut jouée pour la première fois en janvier 1753. La Locandiera fut l'une des premières pièces de théâtre jouées sans masque, car Carlo Goldoni était contre cette pratique.

## Personnages
- Mirandolina, l'aubergiste
- Chevalier de Ripafratta
- Marquis de Forlipopoli
- Comte d'Albafiorita
- Fabrizio, valet de l'auberge
- Tonino, valet du Chevalier
- Ortensia (comédienne)
- Dejanira (comédienne)

## Résumé
Cette pièce est constituée de trois actes. Elle conte l’histoire de Mirandolina qui se joue et se fait aimer de tous les hommes qui viennent dans son auberge. Entre autres, le marquis de Forlipopoli et le comte d'Albafiorita se chamaillent et se concurrencent pour ses faveurs, participant à l'effet de comique. Pourtant, le Chevalier, homme sexiste et misogyne, va lui résister. Mirandolina va alors se mettre au défi de le séduire.

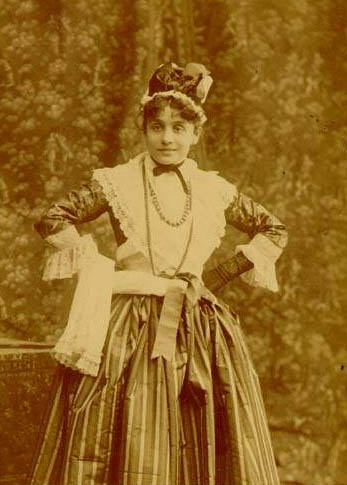
La Duse, dans le rôle de Mirandolina en 1891.
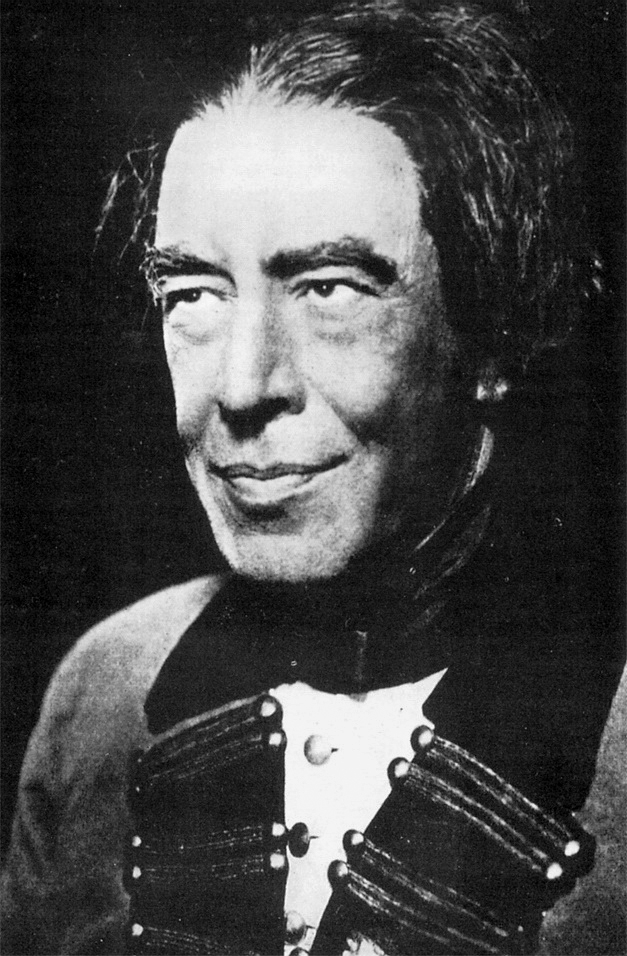
Constantin Stanislavski, dans La locandiera en 1898.

## L'interprétation suggérée dans l'introduction et le dernier monologue
La morale de la pièce est liée à l'ars amandi, à l'époque réservé aux hommes : l'homme doit être averti des astuces et pièges conçus par les femmes, intelligentes et équipées d'armes dangereuses. Le court monologue final de Mirandolina fait partie de cette lecture : 

« ... Et vous, messieurs, profitez de que ce vous avez vu, au profit et à la sécurité de vos cœurs ; et si vous vous trouvez dans une situation de douter, de devoir céder, de devoir tomber, pensez aux malices que je vous ai dévoilées, et n'oubliez pas la Locandiera. »

Cependant, c'est une morale pro forma, car la sympathie de Goldoni va au personnage de Mirandolina. C'est l'un des rares qui ne doit pas son comique à des défauts ridicules : le public va plutôt rire de sa ruse malicieuse. L'introduction de la pièce (l'auteur au lecteur) propose une lecture plus simple et convaincante, parlant des défauts du chevalier et de sa tendance à fonctionner dans des situations de souffrance et d'humiliation. En se concentrant sur les caractères des personnages, on remarque que la ruse et la malice de Mirandolina l'emportent sur la présomption et l'obstination du chevalier.

## De la commedia dell'arte au théâtre d'auteur
La Locandiera est la bannière du nouveau théâtre de Goldoni, qui remplace les schémas usés de la commedia dell'arte. Les masques que les acteurs utilisaient précédemment pour interpréter des personnages quittent la face des comédiens, qui incarnent le rôle de personnages quotidiens et réels. Le déroulement de l'histoire, basé sur un mince canevas et laissé à l'inventivité des acteurs, est remplacé par une séquence d'événements admirablement planifiée par Goldoni. Contrairement aux comédiens dell'Arte, représentés ici par Déjanire et Ortensia, capables uniquement de jouer sur scène, Mirandolina incarne l'exemple typique de la nouvelle comédie de caractères de Goldoni, dont les personnages sont capables de réciter le grand théâtre du Monde, avec ses contradictions.

## La Locandieradans son contexte historique
De toute évidence[Selon qui ?], il s'agit d'une œuvre accessible à tous, destinée à divertir le public de tout le spectre social. En ce sens, on[Qui ?] ne peut certainement pas dire que c'est un texte particulièrement représentatif des Lumières. Malgré cela, l'œuvre reflète le débat sur les classes sociales, si vivant au XVIIIe siècle, et peut ainsi être considérée dans ce contexte historique. Remarquons comment Mirandolina se soucie de ses intérêts d'une manière incarnant les idéaux de la nouvelle classe moyenne émergente. Les nobles, eux, sont représentés dans l'articulation variée qui caractérise l'aristocratie du XVIIIe siècle : les nobles de lignée antique (noblesse d'épée), riches de relations mais décatis, les bourgeois anoblis (noblesse de toge) et regardés avec un mépris non dissimulé par les précédents. Dans l'ensemble, les aristocrates sont les parasites de la société, qui ne contribuent pas à son développement, réclament privilèges et services, et apparaissent ridicules aux yeux du public. Si, du point de vue social, la vision de Goldoni était profondément critique, la même chose s'applique à l'attitude des nobles contre le dramaturge. C'est une des raisons pour lesquelles Goldoni allait laisser Venise pour Paris, même si cette expérience n'aura pas les effets espérés. Apparaît également dans la pièce le concept des Lumières de l'autodétermination de l'individu, particulièrement important car présenté par un personnage féminin.

## Adaptations au cinéma
- 1944 : La locandiera de Luigi Chiarini
- 1980 : La locandiera (it) de Paolo Cavara
- 1985 : Miranda de Tinto Brass.

## Adaptations à la télévision
- 1957 : La locandiera, réalisation Jean Prat, traduction Michel Arnaud (disponible sur le site de l'INA).
- 1973 : La locandiera ou l'aubergiste, mise en scène Jacques Ardouin, traduction Pierre Sabatier.

## Ballet
- 1948  : Mirandolina, ballet de Sergueï Vassilenko (URSS)